# Rexel
Rexel (Euronext: RXL) es un grupo francés especializado en la distribución de equipos eléctricos, de calefacción, iluminación y fontanería, pero también en productos y servicios de energías renovables y eficiencia energética, viviendas conectadas y servicios como el alquiler de instrumentos portátiles o suites de software para profesionales. Fundada en 1967, Rexel ha ampliado su gama a lo largo de los años. Hoy en día, su oferta combina una amplia gama de equipos con servicios en los campos de la automatización, la experiencia técnica, la gestión energética, la iluminación, la seguridad, la ingeniería climática, las comunicaciones, la domótica y las energías renovables.